# Las Parras de Castellote
Las Parras de Castellote è un comune spagnolo di 73 abitanti situato nella comunità autonoma dell'Aragona.